# Саламандры
Салама́ндры (лат. Salamandra) — род хвостатых земноводных. Научное название происходит от перс. سمندر‎ (samandar): sām — «огонь», andarūn — «внутри».

## Описание
Имеют удлинённое туловище, плавно переходящее в короткий и круглый в сечении хвост. В воде двигаются с помощью изгибания хвоста вправо и влево. На суше передвигаются с помощью двух пар слаборазвитых конечностей. Имеют довольно большие паротиды, спинного гребня нет. Нёбные зубы в виде двух продольных S-образных рядов. Пальцы на концах конечностей многих видов снабжены легкорастяжимой кожистой перепонкой и лишены когтей. Дыхание взрослым особям обеспечивают лёгкие, кожа и слизистая оболочка ротовой полости. Постоянно живущие в воде представители рода дышат с помощью лёгких и наружных жабр. Жабры похожи на перистые веточки, расположенные по бокам головы. Саламандры обладают уникальной способностью к регенерации конечностей и хвоста.

## Размножение
Саламандры — живородящие амфибии.

## Возникновение и распространение
Обитают в Центральной и Южной Европе, в Северной Африке, на Ближнем и Среднем Востоке.
Первые формы саламандр, вероятно, возникли в среднеюрском периоде (приблизительно 170 миллионов лет назад), как показывают, например, окаменелости, найденные в Китае и восточных областях России.
Самыми маленькими саламандрами в мире считаются карликовая саламандра (лат. Eurycea quadridigitata), длина тела взрослой особи составляет от 5 до 8,9 см, а также крохотная саламандра (лат. Desmognathus wrighti), вырастающая до 5 см. Оба вида живут в северных штатах США.

## Список видов
На август 2018 года в род включают 6 видов:
- Salamandra algira Bedriaga, 1883
- Salamandra atra Laurenti, 1768 — Альпийская саламандра, или чёрная саламандра
- Salamandra corsica Savi, 1838
- Salamandra infraimmaculata (Martens, 1885)
- Salamandra lanzai Nascetti, Andreone, Capula & Bullini, 1988
- Salamandra salamandra (Linnaeus, 1758) — Огненная саламандра, или пятнистая саламандра, или обыкновенная саламандра

Вымершие виды:
- † Salamandra sansaniensis Lartet, 1851
- † Salamandra goussardiana Lartet, 1851

## В культуре
- В автобиографическом романе «Жизнь Бенвенуто Челлини» (1558—1567) итальянский скульптор, ювелир, писатель описывает как одно из ранних своих воспоминаний фантастическое событие, связанное с саламандрой: «Когда мне было лет около пяти и отец мой… с виолой в руках, играл и пел… у огня… он вдруг увидел посреди наиболее жаркого пламени маленького зверька, вроде ящерицы, каковой резвился в этом… пламени». Отец показал это необычайное зрелище сыну — и тут же ударил мальчика, а потом, ласково утешая плачущего ребёнка, объяснил, что сделал это «только для того, чтобы ты запомнил, что эта вот ящерица, которую ты видишь в огне, это — саламандра, каковую еще никто не видел из тех, о ком доподлинно известно»[5].
- В сказке Э. Т. А. Гофмана «Золотой горшок» (1814) архивариус Лингорст оказывается князем духов и саламандрой.
- В романе Виктора Гюго «Собор Парижской Богоматери» (1831) Пьер Гренгуар сравнивает Эсмеральду с саламандрой.
- В повести Владимира Одоевского «Саламандра» (1844) героиня говорит алхимикам: «Неразумные люди! Вы хотите открыть величайшее таинство, не призвав Саламандру! Ведь огонь ваш мертв без нее. Ему ли оживить дракона?».
- В научно-фантастическом романе Карела Чапека «Война с саламандрами» (1936) описывается постепенное развитие саламандр, значительно ускоренное людьми, и становление их цивилизации.
- В повести «Серебряное кресло» (1953), входящей в сказочный цикл К. С. Льюиса «Хроники Нарнии», саламандры упоминаются как фантастические существа, живущие в подземной стране Бисм.
- Саламандра изображена как символ на форме пожарных в романе Рэя Брэдбери «451 градус по Фаренгейту» (1953).
- У одного из виднейших представителей Серебряного века русской поэзии Константина Бальмонта есть (в цикле «Живая вода») стихотворение «Саламандра»[6] (1906), у поэтессы Серебряного века Мирры Лохвицкой — стихотворение «Саламандры»[7] (1898—1900). О бальмонтовских саламандрах упоминает Максимилиан Волошин в поэтическом послании Вячеславу Иванову, тоскуя на юге («На голых берегах, среди сожженных гор») о севере: «А там, на севере, крылами плещет слава… / Там льды Валерия, там солнца Вячеслава, / Там брызнул Константин певучих саламандр…»[8]

## В геральдике
Саламандра олицетворяет мужество, храбрость и стойкость. В геральдике изображается как обыкновенная ящерица (иногда на фоне пламени или красным цветом).
Изображена на гербе Франциска I, короля Франции, с девизом «Nutrisco et extingo» (лат. — «Питаю и гашу») или «Notrisco al buono, stingo el reo» (итал. — «Я питаю хорошее и уничтожаю плохое»).